# جارود جيلكريست
جارود جيلكريست (بالإنجليزية: Jarrod Gilchrist)‏ هو لاعب كرة الماء أسترالي، ولد في 13 يونيو 1990 في أستراليا.

## وصلات خارجية
- جارود جيلكريست على موقع الاتحاد الدولي للسباحة (الإنجليزية)
- جارود جيلكريست على موقع اللجنة الأولمبية الدولية (الإنجليزية)
- جارود جيلكريست على موقع أوليمبيديا (الإنجليزية)
- جارود جيلكريست على موقع اللجنة الأولمبية الأسترالية (الإنجليزية)